# Статоцит

Статоцит кореня у вертикальному положенні: 1 - клітинна стінка. 2 - ендоплазматичний ретикулум. 3 - плазмодесма. 4 - ядро. 5 - мітохондрія. 6 - цитоплазма. 7 - статоліт. 8 - корінь. 9 - кореневий чохлик. 10 - статоцит

Статоцити — клітини, які забезпечують позитивний гравітропізм у рослин. Розташовані в кореневому чохлику. Містять статоліти — розташовані знизу клітини крохмальні зернини, які запускають процеси росту вздовж вертикальної осі.